# Iran Pahlavi
Iran Pahlavi (tiếng Ba Tư: الدولة البهلوية) có tên gọi chính thức là Nhà nước Hoàng gia Ba Tư từ khi thành lập 1925 cho đến năm 1935 và Nhà nước Hoàng gia Iran từ năm 1935 đến năm 1979, là nhà nước Iran dưới sự cai trị của Nhà Pahlavi. Triều đại được thành lập vào năm 1925 và tồn tại cho đến năm 1979, khi nhà Pahlavi bị lật đổ do Cách mạng Hồi giáo, bãi bỏ chế độ quân chủ liên tục của Iran và thành lập Cộng hòa Hồi giáo Iran ngày nay.
Pahlavi lên nắm quyền vào năm 1925 bởi Reza Shah, cựu thiếu tướng của Lữ đoàn Cossack Ba Tư, sau khi Ahmad Shah Qajar, nhà cai trị Iran cuối cùng dưới triều đại Qajar, người đã chứng tỏ không thể ngăn chặn sự xâm phạm chủ quyền Iran của Đế quốc Anh và Liên Xô, Đồng minh trong Thế chiến thứ hai, đã có vị thế vô cùng suy yếu do một cuộc đảo chính quân sự, và bị quốc hội chính thức tước bỏ quyền lực vào năm 1941 khi ông đang ở Pháp sau cuộc xâm lược Iran của Anh-Xô. Hội đồng tư vấn quốc gia (Majlis của Iran), triệu tập với tư cách là một quốc hội lập hiến vào ngày 12 tháng 12 năm 1925, phế truất Ahmad Shah Qajar trẻ tuổi và tuyên bố Reza Shah là vị Shah mới của Nhà nước Hoàng gia Ba Tư. Năm 1935, Reza Shah yêu cầu các đại biểu nước ngoài sử dụng tên đồng nghĩa Iran thay vì tên cũ Ba Tư khi xưng hô với quốc gia này trong thư từ chính thức.
Sau khi Reza Shah bị phế truất, con trai ông là Mohammad Reza Pahlavi, người trở thành Shah cuối cùng của Iran, lên kế vị ông. Đến năm 1953, sự cai trị của Mohammad Reza Pahlavi trở nên chuyên quyền hơn và liên kết chặt chẽ với Khối phương Tây trong Chiến tranh Lạnh sau cuộc đảo chính Iran năm 1953 do Vương quốc Anh và Hoa Kỳ dàn dựng. Tương ứng với việc định hướng lại chính sách đối ngoại của Iran, nước này đã trở thành đồng minh của Hoa Kỳ để đóng vai trò như một bức tường thành chống lại chủ nghĩa bành trướng ý thức hệ của Liên Xô, và điều này đã mang lại cho Shah vốn chính trị để ban hành một chương trình kinh tế xã hội chưa từng có cho đến nay, biến đổi mọi khía cạnh của đời sống Iran thông qua Cách mạng Trắng. Kết quả là, Iran đã đạt được thành công phi thường ở tất cả các chỉ số, bao gồm trình độ học vấn, sức khỏe và mức sống. Tuy nhiên, đến năm 1978, Shah phải đối mặt với sự bất bình ngày càng tăng của công chúng mà đỉnh điểm là một phong trào cách mạng quần chúng toàn diện do giáo sĩ tôn giáo Ruhollah Khomeini lãnh đạo. Mohammed Reza Pahlavi cùng gia đình phải sống lưu vong vào tháng 1 năm 1979, gây ra một loạt sự kiện nhanh chóng dẫn đến sự kết thúc của chế độ quân chủ và thành lập Cộng hòa Hồi giáo vào ngày 31 tháng 3 năm 1979. Sau cái chết của Mohammed Reza Pahlavi vào năm 1980, con trai ông là Thái tử Reza Pahlavi, hiện đang đứng đầu trong dòng kế vị vương triều đang lưu vong.

## Lập quốc

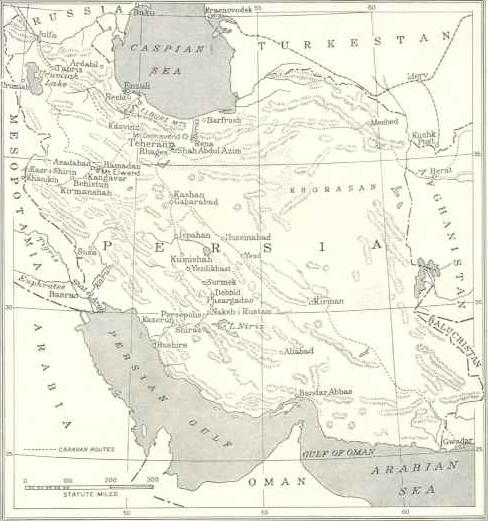
Ba Tư trước cuộc đảo chính của Reza Pahlavi

## Chiến tranh Lạnh

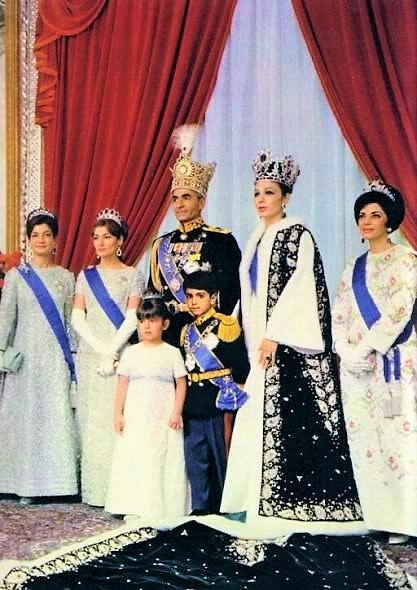
Mohammed Reza Pahlavi và vợ Farah Diba khi đăng quang làm Shâhanshâh của Iran.

## Sụp đổ

Vị Shah cuối cùng của Iran gặp các giáo sĩ. Một số giáo sĩ Iran phản đối ông trong khi một số người khác ủng hộ ông là "Người cai trị Shia duy nhất".